# Troféu Internet de 2015
O Troféu Internet de 2015, que premiou os melhores artistas da televisão e da música brasileira do ano de 2014, foi apresentada por Silvio Santos durante a 54ª edição do Troféu Imprensa, que foi gravado dia 09 de abril, porém, foi transmitido dia 12 de abril de 2015 pelo SBT.

## Vencedores e indicados

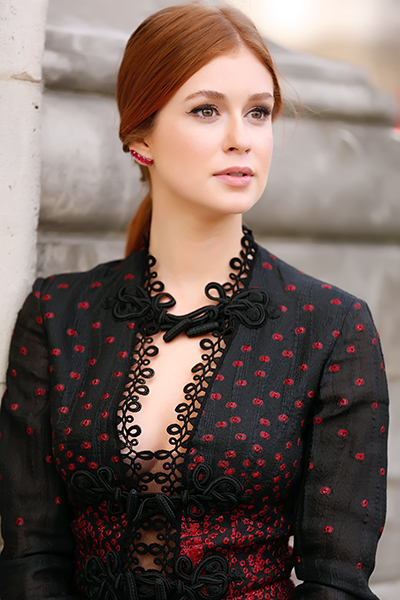
Marina Ruy Barbosa, Atriz

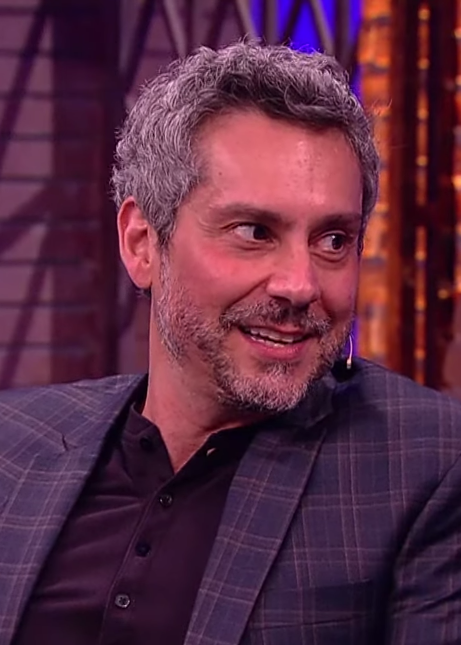
Alexandre Nero, Ator

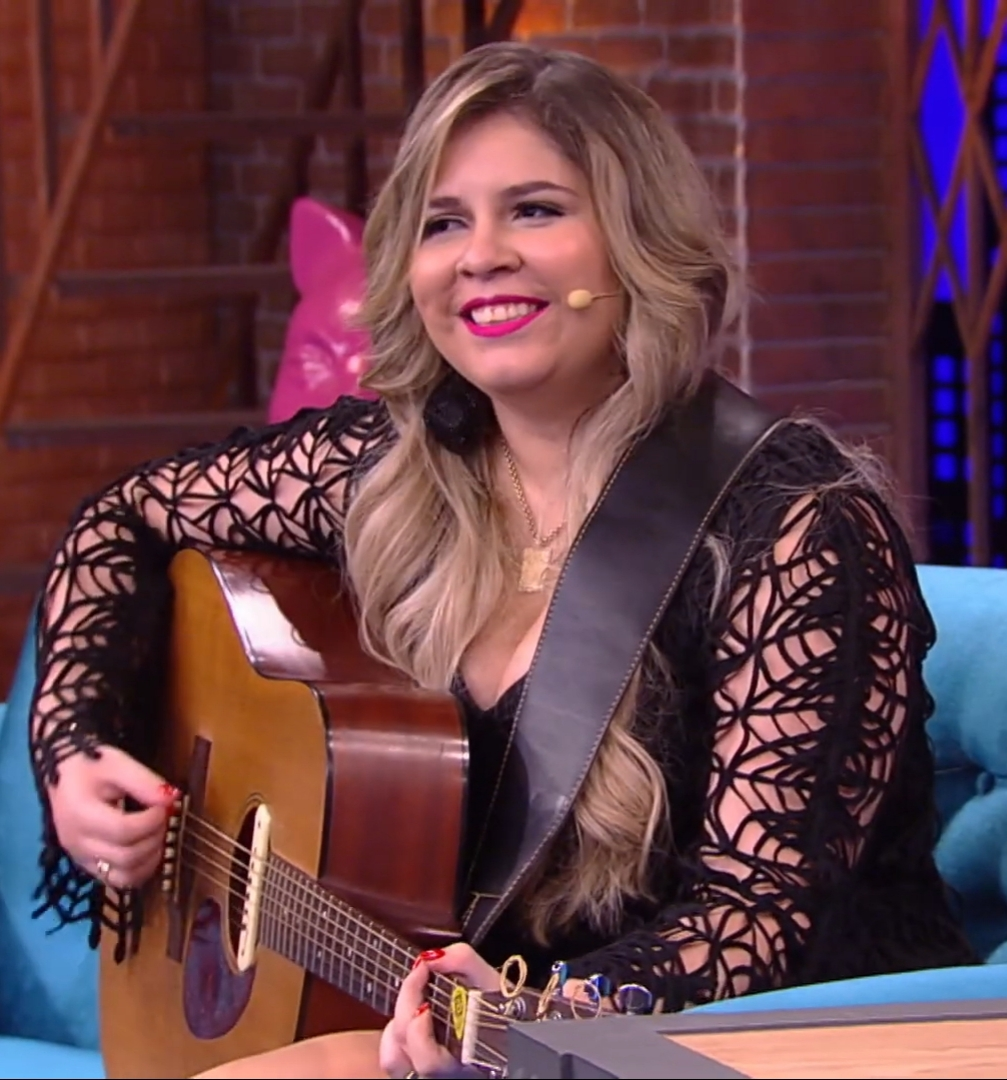
Marília Mendonça, Revelação

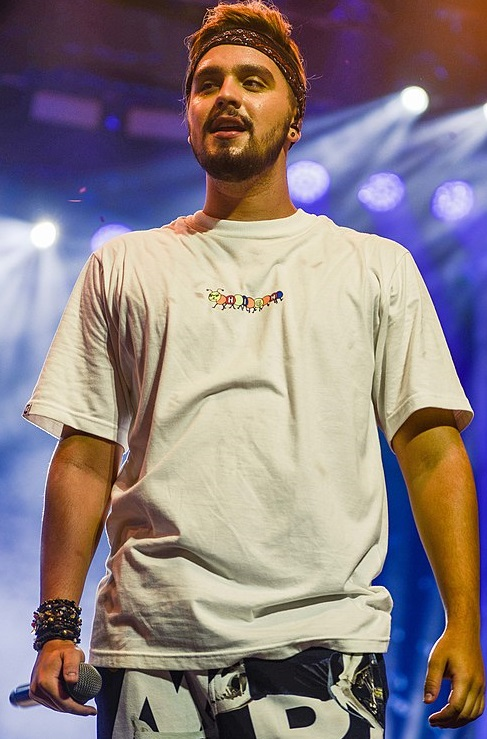
Luan Santana, Cantor

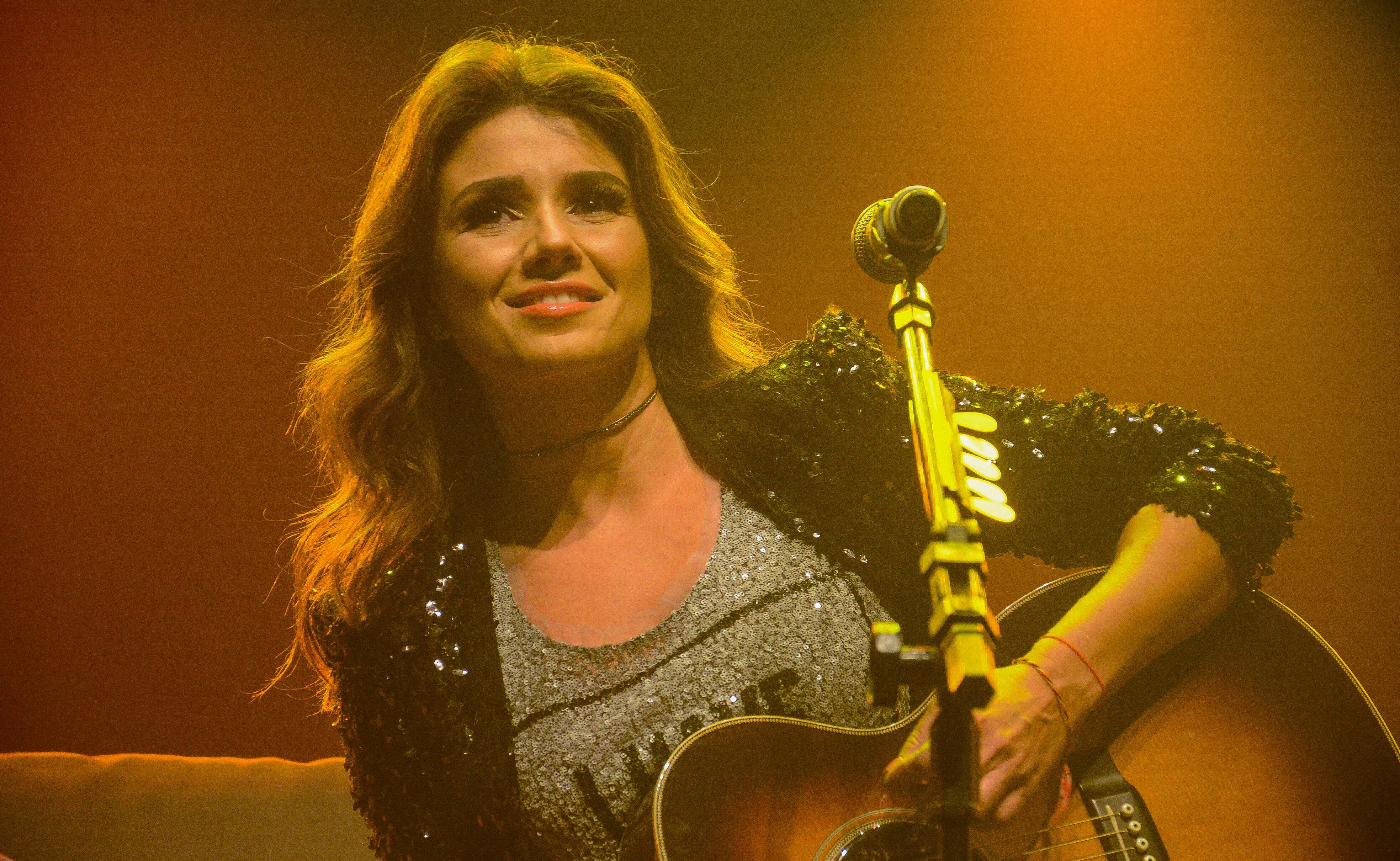
Paula Fernandes, Cantora

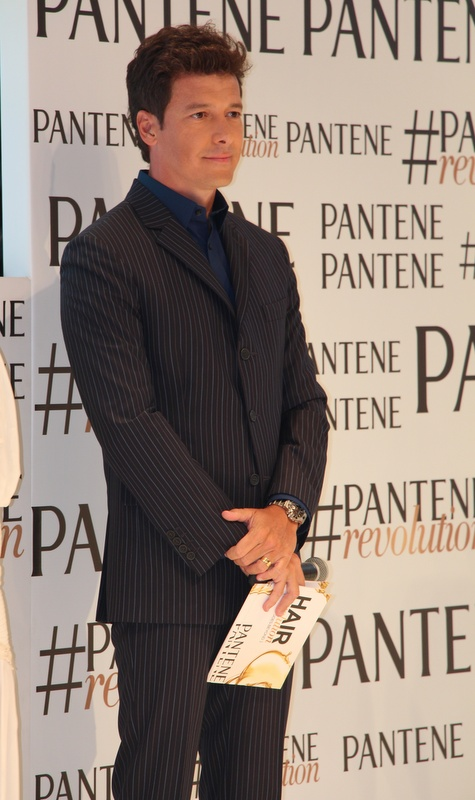
Rodrigo Faro, Apresentador

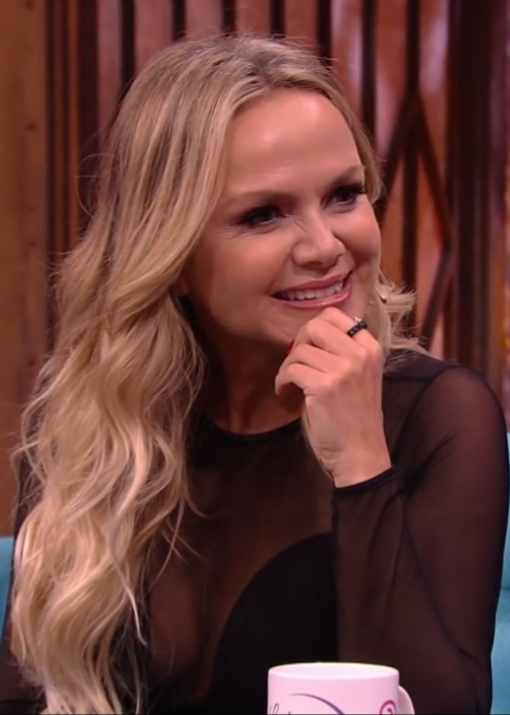
Eliana, Apresentadora e Programa de Auditório

| Melhor Novela - Malhação Sonhos – (Rede Globo) - Alto Astral – (Rede Globo) - Boogie Oogie – (Rede Globo) - Chiquititas – (SBT) - Em Família – (Rede Globo) - Geração Brasil – (Rede Globo) - Império – (Rede Globo) - Meu Pedacinho de Chão – (Rede Globo) - Pecado Mortal – (RecordTV) - Vitória – (RecordTV)                                                                                          | Revelação - Sam Alves - Anajú Dorigon – (Malhação Sonhos) - Bruna Hamú – (Malhação Sonhos) - Giovanna Grigio – (Chiquititas) - Guilherme Hamacek – (Malhação Sonhos) - Isabella Santoni – (Malhação Sonhos) - Letícia Lima – (Porta dos Fundos) - Lucas Lucco - Malta - Rafael Vitti – (Malhação Sonhos)                                                                      |
| Melhor Ator - Alexandre Nero – (Império) - Arthur Aguiar – (Malhação Sonhos) - Bruno Gagliasso – (Dupla Identidade) - Cauã Reymond – (Amores Roubados) - Chay Suede – (Império) - Felipe Simas – (Malhação Sonhos) - Gabriel Santana – (Chiquititas) - Hugo Bonemer – (Malhação Casa Cheia) - Murilo Benício – (Amores Roubados) - Rodrigo Simas – (Boogie Oogie)                                        | Melhor Atriz - Marina Ruy Barbosa – (Império) - Bruna Marquezine – (Em Família) - Débora Falabella – (Dupla Identidade) - Drica Moraes – (Império) - Giovanna Antonelli – (Em Família) - Ísis Valverde – (Boogie Oogie) - Juliana Paiva – (Além do Horizonte) - Lilia Cabral – (Império) - Marjorie Estiano – (Império) - Sophia Abrahão – (Alto Astral)                      |
| Melhor Cantor - Luan Santana - Chay Suede - Daniel - Eduardo Costa - Gusttavo Lima - MC Gui - Micael Borges - Michel Teló - Roberto Carlos - Thiaguinho | Melhor Cantora - Paula Fernandes - Aline Barros - Ana Carolina - Anitta - Claudia Leitte - Ivete Sangalo - Joelma - Ludmila - Manu Gavassi - Pitty |
| Melhor Apresentador - Rodrigo Faro – (Hora do Faro) - André Vasco – (Sabe ou Não Sabe) - Celso Portiolli – (Domingo Legal) - Danilo Gentili – (The Noite com Danilo Gentili) - Fausto Silva – (Domingão do Faustão) - Luciano Huck – (Caldeirão do Huck) - Marcos Mion – (Legendários) - Ratinho – (Programa do Ratinho) - Silvio Santos – (Programa Silvio Santos) - Tiago Leifert – (The Voice Brasil) | Melhor Apresentadora - Eliana – (Eliana) - Ana Hickmann – (Tudo É Possível) - Ana Maria Braga – (Mais Você) - Angélica – (Estrelas) - Fátima Bernardes – (Encontro com Fátima Bernardes) - Fernanda Lima – (Amor & Sexo) - Patrícia Abravanel – (Máquina da Fama) - Regina Casé – (Esquenta!) - Sabrina Sato – (Programa da Sabrina) - Tatá Werneck – (Tudo pela Audiência)   |
| Melhor programa de auditório - Eliana – (SBT) - Altas Horas – (Rede Globo) - Caldeirão do Huck – (Rede Globo) - Domingão do Faustão – (Rede Globo) - Domingo Legal – (SBT) - Esquenta! – (Rede Globo) - Hora do Faro – (RecordTV) - Legendários – (RecordTV) - Programa Silvio Santos – (SBT) - The Noite com Danilo Gentili – (SBT)                                                                     | Melhor jornal de TV - Jornal Nacional – (Rede Globo) - Bom Dia Brasil – (Rede Globo) - Cidade Alerta – (RecordTV) - Jornal da Band – (Rede Bandeirantes) - Jornal da Globo – (Rede Globo) - Jornal da Record – (RecordTV) - Jornal do SBT – (SBT) - Jornal Hoje – (Rede Globo) - Notícias da Manhã – (SBT) - SBT Brasil – (SBT)                                               |
| Melhor programa de entrevistas - The Noite com Danilo Gentili – (SBT) - Agora É Tarde – (Rede Bandeirantes) - Altas Horas – (Rede Globo) - De Frente com Gabi – (SBT) - Encontro com Fátima Bernardes – (Rede Globo) - Estrelas – (Rede Globo) - Luciana by Night – (RedeTV!) - Programa do Jô – (Rede Globo) - TV Fama – (RedeTV!) - Vídeo Show – (Rede Globo)                                          | Melhor programa humorístico - Pânico na Band – (Rede Bandeirantes) - A Praça É Nossa – (SBT) - Custe o Que Custar – (Rede Bandeirantes) - Legendários – (RecordTV) - Tá no Ar: a TV na TV – (Rede Globo) - Tapas & Beijos – (Rede Globo) - The Noite com Danilo Gentili – (SBT) - Tudo pela Audiência – (Multishow) - Vai que Cola – (Multishow) - Zorra Total – (Rede Globo) |
| Melhor comercial do ano - OLX - Bom Negócio - Casas Bahia - Coca-Cola - Garnier - Havaianas - Jequiti - LIV Drinks - O Boticário - Skol - Vivo | |